# Locomotive LVCI 101-115, 120-149
Le locomotive 101 ÷ 115 e 120 ÷ 149 delle Strade Ferrate del Lombardo-Veneto e dell'Italia Centrale erano un gruppo di locomotive a vapore con tender del cosiddetto tipo "Mammouth" (di rodiggio C e ruote di medio diametro) progettate per il traino di treni viaggiatori.
Vennero costruite nel 1857-58 in complessive 45 unità, ripartite fra diversi costruttori:
- la Parent & Schaken di Parigi costruì le 101 ÷ 105;
- gli Ateliers d'Oullins di Lione costruirono le 106 ÷ 115;
- la Koechlin di Mulhouse costruì le 120 ÷ 129;
- gli Etablissements Schneider di Creusot costruirono le 130 ÷ 139.

Nel 1865 le locomotive passarono alla SFAI, che le rinumerò da 709 a 713 e da 718 a 757; la SFAI sostituì anche le vecchie caldaie da 7 kg/cm² con delle nuove da 8 kg/cm².
Nel 1885, alla creazione delle grandi reti nazionali, le locomotive passarono alla Rete Adriatica, che le classificò nel gruppo 300 con numeri da 3001 a 3045.
Nel 1905, all'atto della statalizzazione, pervennero alle FS solo 5 unità, che vennero classificate nel gruppo 395 con numeri da 3951 a 3955; dopo pochi anni, in considerazione della loro obsolescenza, vennero radiate e demolite.